# Miroslav Soviš
Miroslav Soviš (ur. 24 stycznia 1954 w Hluku, zm. 9 stycznia 2015) – czeski biathlonista reprezentujący Czechosłowację. W Pucharze Świata zadebiutował 13 stycznia 1978 roku w Ruhpolding, gdzie zajął szóste miejsce w biegu indywidualnym. Tym samym już w swoim debiucie zdobył pierwsze punkty. Nigdy nie stanął na podium indywidualnych zawodów PŚ. W 1976 roku wystąpił na mistrzostwach świata w Anterselvie, gdzie zajął 46. miejsce w sprincie. Podczas rozgrywanych dwa lata później mistrzostw świata w Hochfilzen zajął 40. miejsce w biegu indywidualnym, 23. miejsce w sprincie i szóste w sztafecie. Brał również udział w igrzyskach olimpijskich w Innsbrucku w 1976 roku, plasując się na dziewiątej pozycji w sztafecie.

## Osiągnięcia

### Igrzyska olimpijskie
| Rok  | Miejscowość | Konkurencje | Konkurencje | Konkurencje | Konkurencje | Konkurencje | Konkurencje | Konkurencje |
| Rok  | Miejscowość | IN          | SP          | PU          | MS          | RL          | MR          | SR          |
| ---- | ----------- | ----------- | ----------- | ----------- | ----------- | ----------- | ----------- | ----------- |
| 1976 | Innsbruck   | –           | –           | nd.         | nd.         | 9.          | nd.         | –           |

### Mistrzostwa świata
| Rok  | Miejscowość | Konkurencje | Konkurencje | Konkurencje | Konkurencje | Konkurencje | Konkurencje | Konkurencje |
| Rok  | Miejscowość | IN          | SP          | PU          | MS          | RL          | MR          | SR          |
| ---- | ----------- | ----------- | ----------- | ----------- | ----------- | ----------- | ----------- | ----------- |
| 1976 | Anterselva  | nd.         | 46.         | nd.         | nd.         | nd.         | nd.         | –           |
| 1978 | Hochfilzen  | 40.         | 23.         | nd.         | nd.         | 6.          | nd.         | –           |

### Puchar Świata

#### Miejsca w klasyfikacji generalnej
| Sezon     | Miejsce |
| --------- | ------- |
| 1977/1978 | ?       |

#### Miejsca na podium chronologicznie
Soviš nigdy nie stanął na podium indywidualnych zawodów PŚ.